# Татарската пустиня (филм)
„Татарската пустиня“ (на италиански: Il deserto dei Tartari) е филм от 1976 година, копродукция на компании от Италия, Франция и Западна Германия, режисиран от Валерио Дзурлини.

## Сюжет
1907 година. След като завършва военната академия, младши лейтенант Джовани Дрого получава първото си назначение в далечен гарнизон – крепостта Бастиано, разположена на самата граница на империята. Гарнизонът живее в постоянно очакване да се срещне с мощен и внушителен враг – митичните „татари“. Целият живот на Дрого преминава в крепостта. Накрая, болен и остарял, той е принуден да я напусне. Веднага след заминаването му врагът най-накрая атакува крепостта.

## В ролите
| Актьор            | Роля                    |
| ----------------- | ----------------------- |
| Жак Перен         | лейтенант Джовани Дрого |
| Джулиано Джема    | майор Матис             |
| Хелмут Грим       | лейтенант Симеон        |
| Виторио Гасман    | полковник граф Филимор  |
| Макс фон Сюдов    | капитан Ортиц           |
| Фернандо Рей      | подполковник Натансон   |
| Жан-Луи Трентинян | старши лекар Ровин      |
| Лоран Терзиеф     | лейтенант фон Амерлинг  |
| Филип Ноаре       | генерал                 |
| Франсиско Рабал   | старшина Тронк          |
| Джузепе Памбиери  | лейтенант Ратно         |

## Награди и номинации
- 1977 – Награда „Давид на Донатело“ – най-добър режисьор Валерио Дзурлини.
- 1977 – Награда „Давид на Донатело“ – най-добър филм.
- 1977 – Специална Награда „Давид на Донатело“ – най-добър актьор Джулиано Джема
- 1977 – Награда „Сребърна лента“ – най-добър режисьор Валерио Дзурлини на Италианския национален синдикат на филмовите журналисти
- 1977 – Номинация „Сребърна лента“ – най-добър актьор Джулиано Джема на Италианския национален синдикат на филмовите журналисти